# Райно
Теранс Гуидо Герин е американски професионален кечист, по-добре познат под името Райно.
Той е двукратен световен шампион, носител на Световната титла в тежка категория на ECW и Световната титла в тежка категория на NWA. Други титли по време на кариерата му включват Титлата на Съединените щати на WCW, Телевизионната титла на ECW, и Хардкор титлата на WWE.